# (500609) 2012 UG135
(500609) 2012 UG135 es un asteroide perteneciente al cinturón de asteroides, región del sistema solar que se encuentra entre las órbitas de Marte y Júpiter, descubierto el 20 de noviembre de 2007 por el equipo del Catalina Sky Survey desde el Catalina Sky Survey, Arizona, Estados Unidos.

## Designación y nombre
Designado provisionalmente como 2012 UG135. 

## Características orbitales
2012 UG135 está situado a una distancia media del Sol de 2,988 ua, pudiendo alejarse hasta 4,060 ua y acercarse hasta 1,917 ua. Su excentricidad es 0,358 y la inclinación orbital 15,36 grados. Emplea 1887,06 días en completar una órbita alrededor del Sol.

## Características físicas
La magnitud absoluta de 2012 UG135 es 16,8. 